# Dackelton Records
Dackelton Records ist ein deutsches Independent-Label aus Rheinberg, das aus dem Label Quasilectric hervorging und heute als dessen Hauptlabel fungiert.

## Geschichte

### Quasilectric (2012–2018)
Quasilectric wurde im Oktober 2012 von der Musikmanagerin Bianca Eysenbrandt und den Musikern Björn „Bobo“ Schülling und Christian „Kiki“ Schülling gegründet. Voraus ging der Gründung die Übernahme des Labels Scarecrow Sounds (LC 03507). Der Firmensitz war zunächst in Moers angesiedelt. Im April 2013 erschien schließlich das Album Falsche Nasen der Band Was wenns regnet vorerst europaweit über den Hamburger Vertrieb Aristopunks im Handel. Nach Geschäftsaufgabe von Aristopunks wurden neue Verträge mit New Music Distribution geschlossen und der europaweite Vertrieb weiterhin gesichert. Seit 2014 folgten schließlich Veröffentlichungen weiterer Künstler. So kamen u. a. Kent Coda, das Mondo MashUp Soundsystem, Und wieder Oktober und El Postre zu Quasilectric.
Zum Ende des Jahres 2014 fusionierte New Music Distribution mit der Hamburger Membran Media GmbH und der Vertrieb stellt sich seither weltweit auf. Im Januar 2015 zog das Unternehmen aus organisatorischen Gründen nach Rheinberg um. 2017 wurde mit dem H’Art Musikvertrieb / Bertus ein neuer Vertriebspartner gefunden.
Am 18. November 2017 fand anlässlich des fünfjährigen Bestehens im Bollwerk 107 in Moers das Quasilectric-Festival statt, bei dem die  Rockabilly-Band Rockameier, der Musiker Männi mit Band, Kent Coda, Und wieder Oktober und Was wenns regnet auftraten. Das Labelfestival findet seitdem jährlich statt.
Quasimedia fungierte als Oberbegriff für drei Geschäftsbereiche. Quasilectric bildete den Ursprung von Quasimedia, aus dem der Merchandise- und Bandservice Quasimerch und die Werbe- und Grafikagentur Quasilectrisches Medieninstitut hervorgegangen sind.
Während Quasilectric sich auf die Veröffentlichung der Musik und gelegentliches Booking für die angeschlossenen Bands konzentrierte, wurden bei Quasimerch Bands und Festivals aus allen Bereichen mit Merchandise, Drucksachen, CD-Pressungen und vielem mehr versorgt. Das Quasilectrische Medieninstitut deckte neben diesen Dingen für Geschäftskunden vor allem Web- und Grafikdesign ab.

### Dackelton Records (seit 2018)
Dackelton Records wurde 2018 von Bianca Eysenbrandt zwecks Umbenennung des vorherigen Mainlabels Quasilectric gegründet. Die Umbenennung erfolgte aufgrund einer Umfirmierung aus einer Gesellschaft in ein Einzelunternehmen. Ein Großteil der Künstler sowie deren Veröffentlichungen gingen damit auf Dackelton Records über. Darunter u. a. Männi, The Waltons, Sebastian Dey, Und wieder Oktober und Fools Errant.
Die musikalische Ausrichtung entwickelte sich seitdem mehr in Richtung des Punkrock-Genres. Weitere Künstler auf Dackelton Records sind u. a. Drei Meter Feldweg, Jack Pott, Grundhass, Jamie Clarke’s Perfect und Larrikins.
Vertriebspartner ist Broken Silence aus Hamburg.
Das Labelfestival findet nun unter dem Namen Dackelton Festival statt. 
Mit Gründung von Dackelton Records entstand ein neuer Merchandise-Service im Label. Web- und Grafikdesign wird separat von Kiki Schülling weiterbetrieben.

## Künstler

### Aktuelle Künstler
- Bloodstrings
- Der Ganze Rest
- Desolat
- Destination Anywhere
- Dorfterror
- Drei Meter Feldweg
- Fools Errant
- FRAUPAUL
- Grundhass
- im taxi rauchen
- Jack Pott
- Jamie Clarke’s Perfect
- Jordys Pride
- Katastrophen-Kommando
- Larrikins
- Männi
- Minoh
- Pastor Gerald
- Pinguin Flugschau
- Sebastian Dey
- Sinnfrei
- The Snouts
- The Waltons
- Treffpunkt Jane

Scarecrow Sounds (LC 03507)
- Banquo
- Darwins
- fen.
- Loveless Sons
- Maja
- Mondo Mashup
- Obi Yung Nairobi
- Paperstreet Empire
- Provinztheater
- Scheuch Wie Heu
- The Krusty Moors
- The March
- Villa Noise
- w o l k e

Quasilectric (LC 29727)
- K-Zoo
- Rockameier
- Was wenns regnet

### Ehemalige Künstler
- Beige
- El Postre
- Friedemann
- HEEN
- Horst Hansen Trio
- Kassiopeia
- Kent Coda
- Ögünc Kardelen
- Shiny Loons
- The Boy Who Cried Wolf
- The Funked Up Soundation
- Und wieder Oktober